# Dalahästen i Avesta

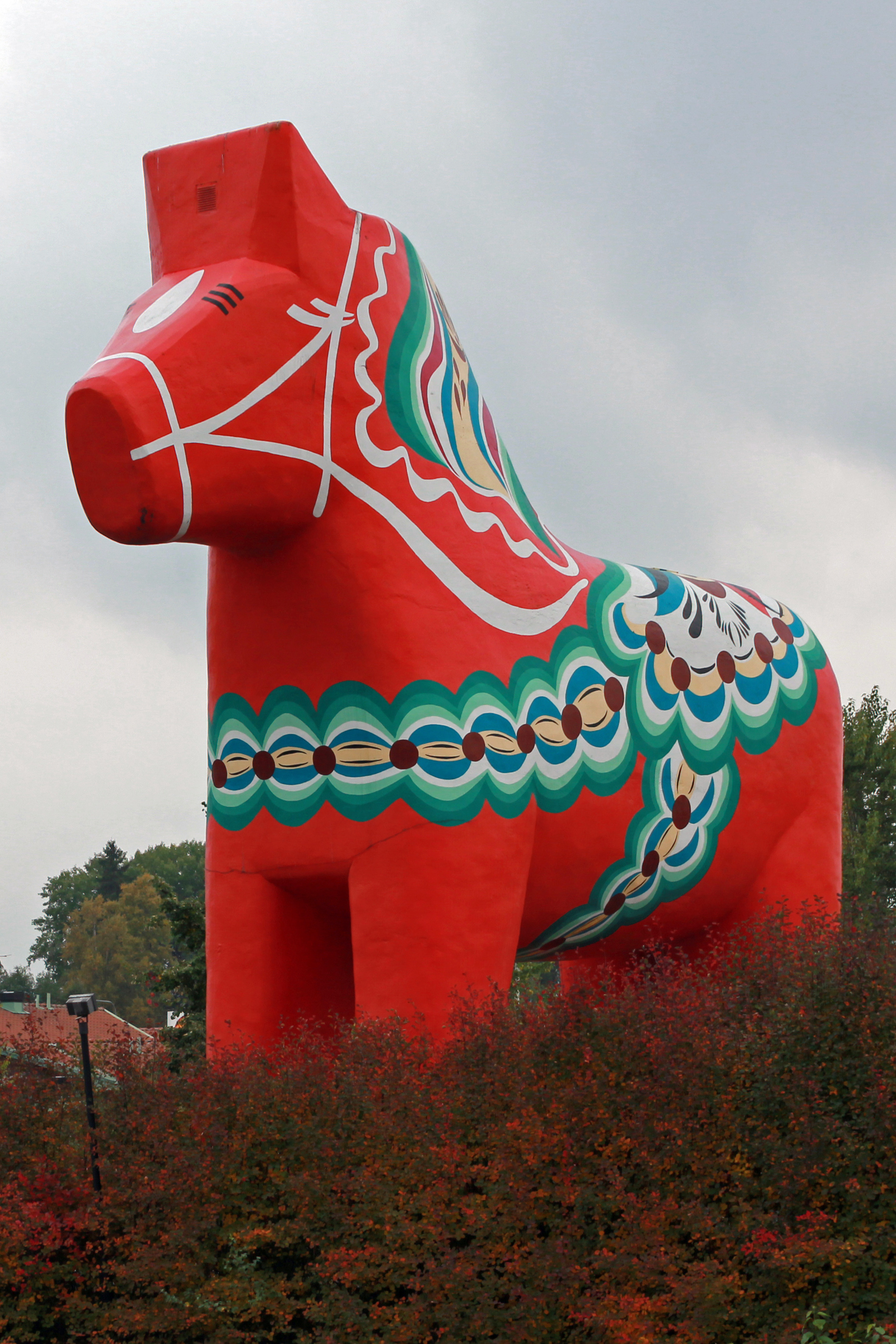
Dalahästen sedd framifrån dagtid 2010

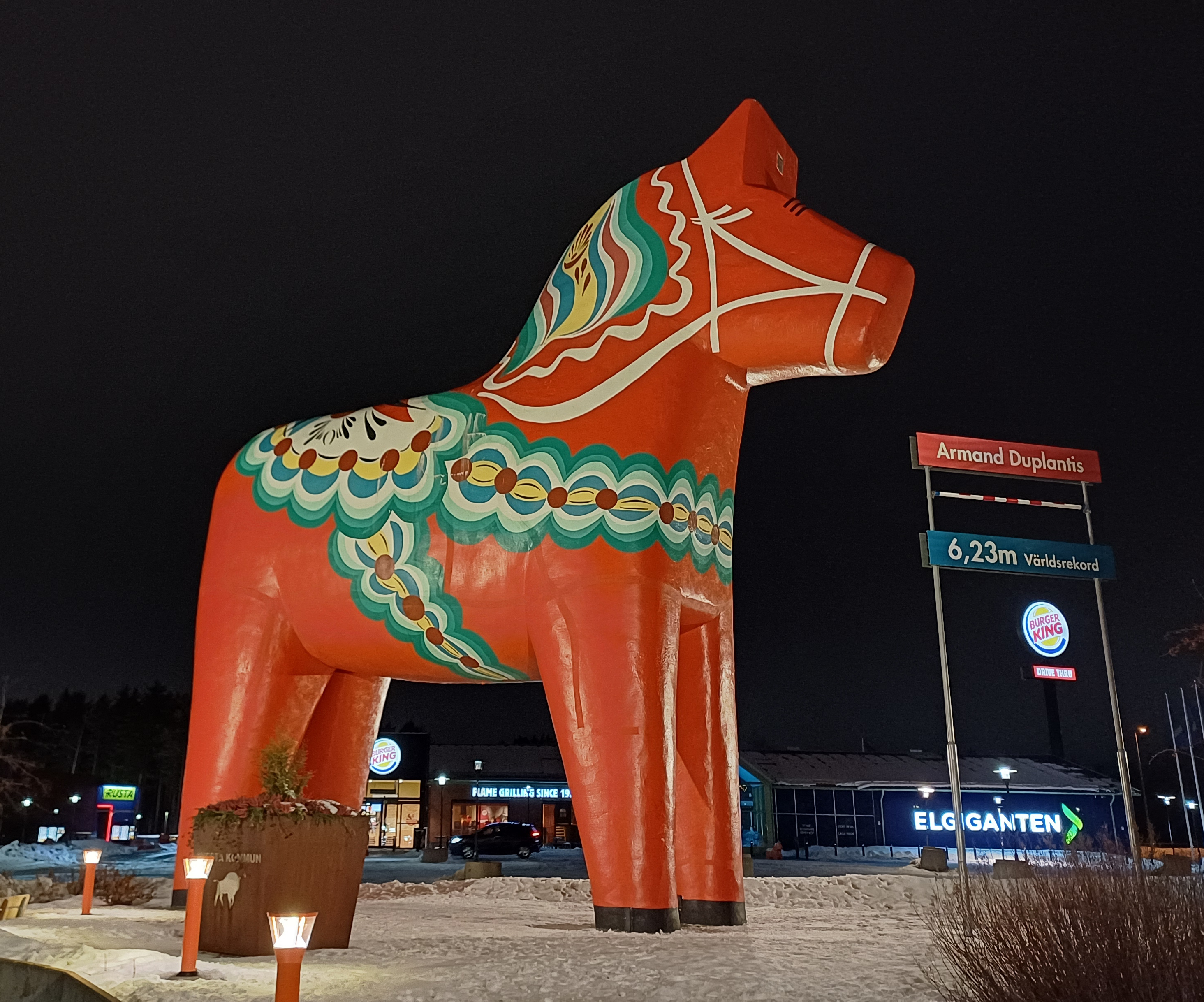
Dalahästen sedd snett framifrån nattetid på vintern 2024

Dalahästen i Avesta, eller Världens största dalahäst, är en dalahäst utställd i stadsdelen Åsbo i Avesta längs riksväg 70/68 i handelsområdet Dalahästen. Konstruktionen är 13 meter hög, 12 meter på längden, väger 66,7 ton och är byggd av en bärande stomme av stål med epoximålat skal av stålfiberarmerad sprutbetong. Dalahästen invigdes den 13 december 1989.

## Historia
Dalahästen invigdes den 13 december 1989 i samband med att handelscentret Dalahästen invigdes. Hästen blev därmed den största dalahästen i världen, ett rekord som tidigare innehölls av en dalahäst i Mora i Minnesota.
1997 rapporterades det om sprickbildningar i betongen. Samma år målades också dalahästen om.
I mars 2017 uppmärksammades det att konstruktionen var i så dåligt skick att betongen höll på att spricka samtidigt som färgen hade bleknat. Avesta kommun erbjöds sig hitta lösningar för att rusta upp dalahästen men poängterade att det är ägaren som måste vara drivande i frågan.
I maj samma år undersöktes dalahästen av ett betongföretag där det framkom att den var felkonstruerad och att betongen behövde bytas ut. Utredning föreslog också för kommunen, som ännu förhandlade om att köpa dalahästen, att det skulle vara billigare att bygga en ny dalahäst än att renovera den.
I september 2018 meddelade Avesta kommun att hästen skulle renoveras och målas om och sedan inspekteras av kommunen innan de köper den. I affären ingick också 300 kvadratmeter mark runt konstruktionen.
Den 2 oktober 2019 invigdes den renoverade och nymålade dalahästen. I samband med detta träffades representanter från kommunen och den förra ägaren där representanterna från kommunen överlämnade en symbolisk summa på en krona i betalning till den förra ägaren.
I februari 2020 restes en ribba bredvid dalahästen till Armand Duplantis ära sedan Duplantis tagit världsrekord i stavhopp. Ribban var ursprungligen lika hög som Duplantis rekord på 6,17 meter men har sedan dess höjts allteftersom Duplantis slagit sitt rekord.
2022 rustades parken runt om dalahästen upp med bland annat plattläggning, sittplatser och belysning.